# Коксу (приток Аргута)
Коксу́ (Кок-Су — «синяя вода») — река в России, в Алтайских горах, левый приток реки Аргут. Средний уклон — 22 м/км, длина — 52 км, расход в устье (среднегодовой) — 15 м³/с, площадь водосбора — 1840 км².
Высота истока — 2062 м над уровнем моря. Высота устья — 1502 м над уровнем моря.
Коксу вытекает из одноимённого озера. Протекает между Катунским хребтом и плоскогорьем Укок. В Самахинской степи впадает в реку Аргут.
Можно выделить пять участков с различным характером:
- Первый участок: Три километра от озера Коксу. Скорость течения очень невысока, узкая река плавно течёт среди зарослей кустарника.
- Второй участок: До притока Орошаган. Высокий уклон, много камней, но расход такой же маленький, как и на первом участке.
- Третий участок: До каньона. Река течёт в широкой долине, постепенно набирая водность. Несколько порогов и шивер.
- Четвёртый участок: Каньон 400 м. Несколько порогов водопадного типа до 3 м высоты.
- Пятый участок: До впадения в Аргут. Пороги и шиверы[уточнить].

## Притоки
км от устья
← левый приток
→ правый приток
- Дискеоюк[6] ←
- 3 км: Кашабасы →
- Самаха →
- 8 км: Дирентай ←
- Чолакбулак[6] ←
- Нижняя Арчалу[6] →
- Верхняя Арчалу[6] →
- 19 км: Кужуртубулак →
- 20 км: Акбулак ←
- Богулек ←
- 27 км: Кошбулак ←
- 32 км: река без названия →
- 37 км: Звончиха →
- 41 км: Орошаган ←
- 45 км: Игнатиха →

## Данные водного реестра
По данным государственного водного реестра России относится к Верхнеобскому бассейновому округу, водохозяйственный участок реки — Катунь, речной подбассейн реки — Бия и Катунь. Речной бассейн реки — (Верхняя) Обь до впадения Иртыша.